# Höheres Kommando z.b.V. XXXII
Het Duitse Höheres Kommando z.b.V. XXXII (Nederlands: Hoger Korps Commando voor speciale inzet 32) was een soort Duits legerkorps van de Wehrmacht tijdens de Tweede Wereldoorlog. Het H.Kdo. werd alleen ingezet in Polen en Frankrijk als bezettingsmacht/kustverdediging. 

## Krijgsgeschiedenis

### Oprichting
Het Höheres Kommando z.b.V. XXXII werd opgericht op 15 oktober 1939 uit het Grenzschutz-Abschnittkommando 2 in Deutsch Krone.

### Inzet

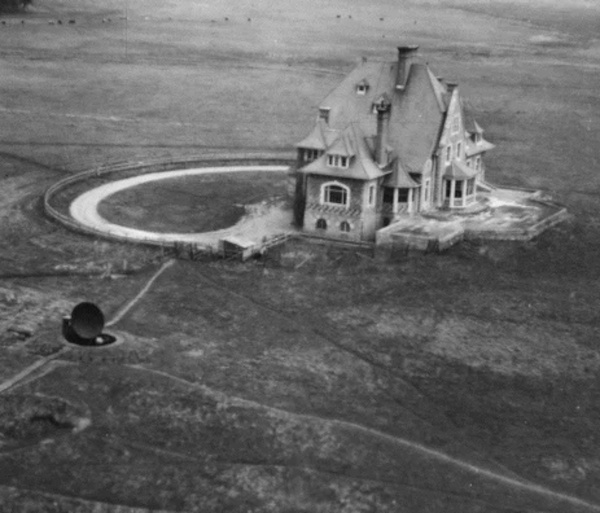
RAF fotoverkenning van Bruneval voor de raid, de radarschotel in de voorgrond

Het H.Hko. werd eerst ingezet rond Posen en vervolgens verplaatst naar het gebied Lublin, Kielce, Zamość en Radom voor bezettingstaken, beveiligen van de demarcatielijn en training. Het H.Kdo. nam niet aan de Westfeldzug deel, maar werd in juni 1940 als bezettingsmacht naar Noord-Frankrijk gebracht. Het kwam aan in Rouen op 13 juni 1940 en zette daar het stafkwartier op, voor kustverdediging tussen Abbeville en Caen. Op 19 juni 1940 waren de 216e en 227e Infanteriedivisies onder bevel en op 28 juli 1940 de 170e, 227e en 295e Infanteriedivisies. Op 22 maart 1941 werd het stafkwartier van het H.Kdo. verplaatst van Rouen-Canteleu naar Flixecourt, zo’n 40 km noord van Amiens. Onder bevel op 14 april 1941 waren de 227e, 302e en 321e Infanteriedivisies met 93e Infanteriedivisie in (OKH-)reserve. En op 1 januari 1942 waren het de 302e, 332e, 336e en 711e Infanteriedivisies. Op 28 februari 1942 kreeg het H.Kdo. te maken met de Britse commando raid op het radarstation van Cap d'Antifer, de zogenoemde Bruneval Raid, ofwel Operatie Biting. Het H.Ko. beschikte op 27 mei 1942 over de 302e, 332e en 711e Infanteriedivisies plus de 10e Pantserdivisie, die in herbouw was na teruggekomen te zijn van het Oostfront, en klaargemaakt werd voor dienst in Noord-Afrika.
Het Höheres Kommando z.b.V. XXXII werd op 27 mei 1942 in Frankrijk omgedoopt naar 81e Legerkorps.

## Bovenliggende bevelslagen
| Leger                         | Legergroep                                 | Plaats/regio            | Begin           | Eind            |
| ----------------------------- | ------------------------------------------ | ----------------------- | --------------- | --------------- |
| Militärbefehlshaber Posen     | --                                         | Polen                   | 15 oktober 1939 | 25 oktober 1939 |
| Grenzabschnittskommando Mitte | Oberbefehlshaber Ost / Oberost             | Polen                   | 25 oktober 1939 | 1 november 1939 |
| direct onder bevel            | Oberbefehlshaber Ost / Oberost             | Polen                   | 1 november 1939 | 20 januari 1940 |
| Grenzabschnittskommando Mitte | Oberbefehlshaber Ost / Oberost             | Polen                   | 20 januari 1940 | 14 mei 1940     |
| direct onder bevel            | Oberbefehlshaber Ost / Oberost             | Polen                   | 14 mei 1940     | 30 mei 1940     |
| direct onder bevel            | General-Quartiermeister                    | Polen                   | 30 mei 1940     | 11 juni 1940    |
| direct onder bevel            | Militärbefehlshaber Belgien-Nordfrankreich | Noord-Frankrijk, Kanaal | 11 juni 1940    | 13 juni 1941    |
| 4. Armee                      | Heeresgruppe B                             | Noord-Frankrijk, Kanaal | 13 juni 1940    | 21 juni 1940    |
| direct onder bevel            | Militär-Befehlshaber Nordfrankreich        | Noord-Frankrijk, Kanaal | 21 juni 1940    | 12 juli 1940    |
| 16. Armee                     | Heeresgruppe A                             | Noord-Frankrijk, Kanaal | 12 juli 1940    | 28 juli 1940    |
| 9. Armee                      | Heeresgruppe A                             | Noord-Frankrijk, Kanaal | 28 juli 1940    | 14 april 1941   |
| 15. Armee                     | Heeresgruppe D                             | Noord-Frankrijk, Kanaal | 14 april 1941   | 27 mei 1942     |

## Commandanten

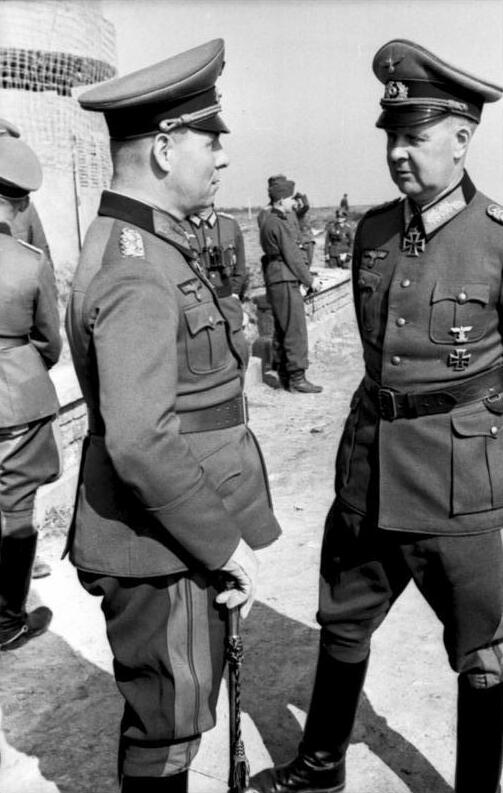
General der Panzertruppe Kuntzen (rechts) 1944, links Generalfeldmarschall Erwin Rommel

| Rang                      | Naam                   | Begin           | Eind            |
| ------------------------- | ---------------------- | --------------- | --------------- |
| Generalleutnant           | Fritz Büchs            | 15 oktober 1939 | 10 januari 1940 |
| Generalleutnant           | Alfred Böhm-Tettelbach | 10 januari 1940 | 1 maart 1940    |
| General der Kavallerie    | Günther Pogrell        | 1 maart 1940    | 1 april 1942    |
| General der Panzertruppen | Adolf Kuntzen          | 1 april 1942    | 27 mei 1942     |